# フォックス氷河
フォックス氷河（フォックスひょうが、英: Fox Glacier）はニュージーランド南島、西海岸にある氷河。ウェストランド国立公園内に位置する全長13キロの氷河である。同じ公園内にあるフランツ・ジョセフ氷河とは氷河の大きさが似ており、距離的にも近くに位置することから双子の氷河といわれている。

## 地理
2006年の国勢調査によると人口375人で、2001年に比べ117人増加した。

## 観光
徒歩圏内で氷河に近いことから毎日約1000人の観光客が訪れる主な観光地の一つであるが突然、氷や石が落下がする危険性があるためガイド付きが勧められるが何人かはガイドなしで障壁を越えて登っていく。
ニュージーランド南島での主な観光地の一つで、氷河の上を歩く「氷河ウォーク」や、ヘリコプターに乗って氷河を上から見ることができるツアーを楽しむことができる。

## 歴史
1872年、サー·ウィリアム·フォックス(3期)が訪問後に命名された。

### 氷河での事故
2009年1月8日、オーストラリア人観光客2人は、写真を撮ろうとフェンスを越えて約500メートル地点のところで上から100トン以上の氷が落下し死亡した。
一人は事故後すぐに死体が回収され一週間後にはもう一人回収された。

### 空港での事故
2008年9月、セスナ機が着陸失敗しクラッシュしたことにより3人が入院することになった。
2010年9月4日、海外の観光客4人を含む9人が滑走路の端に墜落し死亡した。

## 教育
学校は1877年に始まり、男女共学で８年制を採っている。